# Ilham Tohti
Ilham Tohti (en uigur: ئىلھام توختى; en xinès: 伊力哈木·土赫提; Artux, 25 d'octubre de 1969) és un economista uigur que compleix cadena perpètua a la Xina per càrrecs relacionats amb el separatisme. És defensor de l'aplicació de les lleis d'autonomia regional a la Xina, va ser el promotor d'Uyghur Online, un lloc web fundat el 2006 que tractava temes uigurs fins que va ser censurat per les autoritats xineses el 2008, i és conegut per la seva investigació sobre les relacions entre el poble uigur i l'ètnia han.
Tohti va ser arrestat al seu domicili de Pequín poc després dels disturbis a Ürümqi de juliol de 2009 a causa de la seva crítica en una entrevista radiofònica a les polítiques migratòries governamentals respecte de Xinjiang. Tohti va ser alliberat el 23 d'agost després de la pressió i la condemna internacionals. Va ser detingut de nou el gener de 2014 i empresonat després d'un judici de dos dies.
Per la seva tasca va ser guardonat amb el PEN/Barbara Goldsmith Freedom to Write Award (2014), el Premi Martin Ennals per Defensors dels Drets Humans (2016), el Václav Havel Human Rights Prize (2019) i el Premi Sàkharov a la Llibertat de Consciència (2019). Tohti considera que Xinjiang hauria de rebre l'autonomia d'acord amb els principis democràtics.